# Попелюв (гміна)
Гміна Попелюв (пол. Gmina Popielów) — сільська гміна у південно-західній Польщі. Належить до Опольського повіту Опольського воєводства.
Станом на 31 грудня 2011 у гміні проживало 8216 осіб.

## Площа
Згідно з даними за 2007 рік площа гміни становила 175.57 км², у тому числі:
- орні землі: 45.00%
- ліси: 47.00%

Таким чином, площа гміни становить 11.06% площі повіту.

## Населення
Станом на 31 грудня 2011:
| Опис     | Загалом | Загалом | Чоловіки | Чоловіки | Жінки | Жінки |
| -------- | ------- | ------- | -------- | -------- | ----- | ----- |
| одиниця  | осіб    | %       | осіб     | %        | осіб  | %     |
| все      | 8216    | 100     | 4015     | 48.87    | 4201  | 51.13 |
| міське   | 0       | 100     | 0        |          | 0     |       |
| сільське | 8216    | 100     | 4015     | 48.87    | 4201  | 51.13 |

## Сусідні гміни
Гміна Попелюв межує з такими гмінами: Добжень-Велькі, Домброва, Левін-Бжеський, Любша, Покуй, Скарбімеж, Сьверчув.